# Carrazedo de Montenegro
Carrazedo de Montenegro ist ein Ort und eine ehemalige Gemeinde (Freguesia) im portugiesischen Kreis Valpaços. Die Gemeinde hatte 1617 Einwohner (Stand 30. Juni 2011).
Am 29. September 2013 wurden die Gemeinden Carrazedo de Montenegro und Curros zur neuen Gemeinde Carrazedo de Montenegro e Curros zusammengeschlossen. Carrazedo de Montenegro ist Sitz dieser neu gebildeten Gemeinde.